# Monkhaen Kaenkoon
Monkhaen Kaenkoon (thajsky มนต์แคน แก่นคูน) (* 20. července 1973, Loeng Nok Tha, Jasothon) je thajský zpěvák a herec, který je považován za průkopníka[zdroj?] v hudebních žánrech elektronický luk thung a Mor lam.

## Diskografie

### Alba
- 2005 – Yang Koay Thee Soai Derm[5]
- 2006 – Yam Tor Khor Toe Haa
- 2008 – Sang Fan Duai Kan Bor
- 2009 – Roang Ngan Pit Kid Hot Nong
- 2010 – Fan Eek Krang Tong Pueng Ther
- 2012 – Trong Nan Kue Na Thee Trong Nee Kue Hua Jai
- 2016 – Hai Khao Rak Ther Muean Ther Rak Khaw[6]
- 2018 – Ai Hak Khaw Toan Jao Bor Hak
- 2019 – San Ya Nam Ta Mae

### Singly
- 2016 – Kham Wa Hak Kan Mun Hie Tim Sai[7]